# Heřmaničky (železniční zastávka)
Heřmaničky jsou železniční zastávka na trati Praha – České Budějovice, která se nachází ve stejnojmenné obci v okrese Benešov ve Středočeském kraji. Zastávka nahrazuje dřívější stejnojmennou stanici.
Zastávka byla vybudována v rámci přeložky úseku Votice – Sudoměřice u Tábora. Byla stavebně dokončena na začátku července 2022, ale vzhledem k přetrvávajícímu jednokolejnému provozu v daném úseku byly přes prázdninové měsíce všechny osobní vlaky nahrazeny náhradní autobusovou dopravou. Vlaky zde začaly zastavovat se zahájením dvojkolejného provozu od září téhož roku.

## Uspořádání
Zastávka je vybavena dvěma vnějšími nástupišti výšky 550 mm na temenem kolejnice o délce 220 m. Nástupiště jsou výrazně delší než u ostatních zastávek na přeložce kvůli plánovanému využití zastávky pro návrat z pochodu Praha–Prčice, čemuž sloužila i původní stanice. Obě nástupiště jsou osazena přístřešky pro cestující. Zastávka je vybavena podchodem se schodišti a též bezbariérovými chodníky.